# Theo Uittenbogaard
Theo Uittenbogaard (Nieuwer-Amstel, 10 april 1946 – 22 april 2022) was een Nederlandse freelance journalist en programmamaker die sinds 1965 journalistieke en informatieve programma's voor radio en televisie maakte. Hij heeft voor bijna alle grote publieke omroepen in Nederland gewerkt.

## Levensloop
Van 1962 tot 1964 leverde Uittenbogaard bijdragen aan AVRO's jeugdomroep Minjon, met onder andere een verslag van een optreden van de toen nog onbekende The Who. In de zomer van 1964 presenteerde Uittenbogaard als achttienjarige scholier eenmalig het televisieprogramma Rooster van de AVRO, waarin het nummer Ploem ploem jenka voor het eerst in Nederland gespeeld werd. Hij deed eindexamen in 1965.
Uittenbogaard begon zijn professionele carrière in 1965 als stagiair bij de NCRV-radio. Daar maakte hij een reportage over een overstroming bij Kootwijkerbroek voor Vandaag. De Radiokrant van Nederland dat onder leiding stond van Herman Felderhof. Najaar 1966 werd Uittenbogaard ontslagen na een bezoek aan Gerard Reve, vermoedelijk vanwege het ongeremd rapporteren van Reve's godslastering. Ondanks eerdere vervolging in het zogenaamde ezelsproces had Reve er gedurende het interview weer een schepje bovenop gedaan.
Sindsdien heeft Uittenbogaard vrijwel altijd als freelancer gewerkt. Zijn eigenzinnige ideeën waren in die tijd meestal voldoende om direct toestemming van een omroep te krijgen en aan de slag te gaan.
Voor de VPRO-televisie maakte Uittenbogaard vele reportages en documentaires en regisseerde hij discussieprogramma's en muziek- en theatervoorstellingen, zoals het Holland Festival. In 1987 stapte Uittenbogaard na meningsverschillen met tv-directeur Roelof Kiers over naar de VPRO-radio, waar hij in Het Gebouw twee jaar bijdragen leverde aan de buitenlandrubriek NL. Hij leidde een VPRO-radioreis naar de DDR en Polen en werkte als correspondent tijdens de serie Standplaats vanuit Peru aan Standplaats Lima.

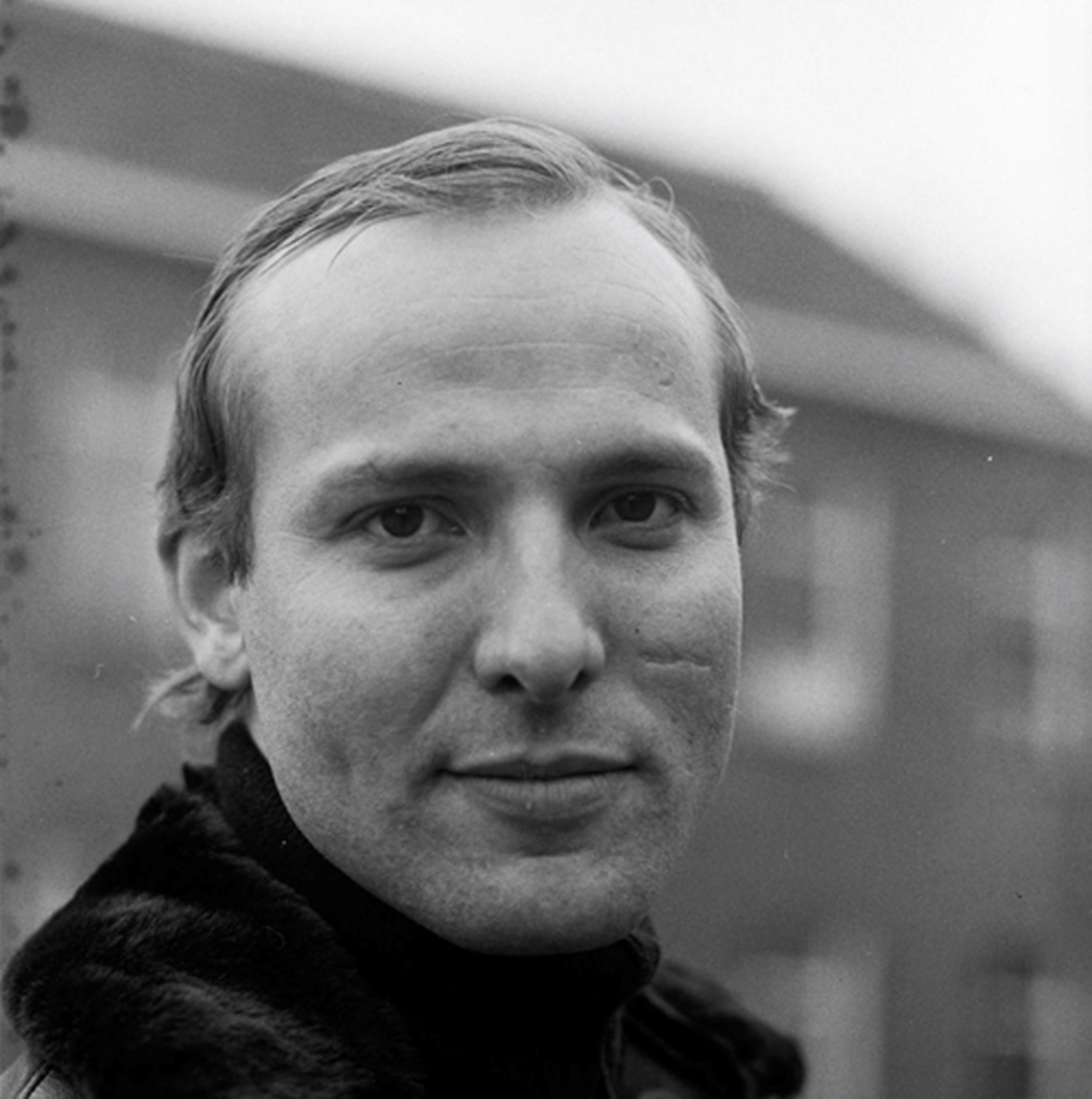
Uittenbogaard in 1975

Hoewel Uittenbogaard voor verschillende omroepen werkte, kreeg hij de reputatie een typische VPRO-maker te zijn. In de jaren 60 en 70 experimenteerden hij en zijn collega's Roelof Kiers en Hans Keller (die hem in het documentairevak introduceerde) als vertegenwoordigers van de zogenaamde "VPRO-documentaire school". Ze gebruikten kleine camera’s en opnameapparatuur die leidden tot andere perspectieven. Bij hun directe manier van filmen speelden emotionele betrokkenheid en het blootleggen van emoties een belangrijke rol. Met Keller werkte hij aan vormexperimenten in Het Gat van Nederland en Zorgvliedt (1974-1975). Er werd gebruikgemaakt van de compacte Eclair-filmcamera die zo wendbaar was dat film uit de hand en vanuit kikkerperspectief gedraaid kon worden. Voorts maakte Uittenbogaard Een dagje op de bank (VPRO, 1972), waarin bankmedewerkers werden gevolgd; Verslag op Dinsdag en later Verslag op Woensdag (KRO, 1969-1971), een magazine met reportages over curiosa in het dagelijks leven.
Zo werkte hij als samensteller aan de series Mooie woorden (RVU, 1993-1995) over de Nederlandse taal, Vreemd land (NPS, 1995-1998) over culturen van etnische minderheden in Nederland en Passaat (NPS, 1998-1999) over wereldmuziek. Op de radio maakte hij onder meer de travelogueserie De Ob af (NOS, 1991) over een reis door Siberië en Het bombardement op Dresden (VPRO 1995) waarin ooggetuigen veertig jaar na dato hun verhaal doen.

## Oeuvre

### Televisie- en radioprogramma's
In 2013 heeft het Nederlands Instituut voor Beeld en Geluid, de dvd-box Dutch Documentary Collection Theo Uittenbogaard uitgebracht met een selectie uit de documentaires die Uittenbogaard gedurende 45 jaar heeft gemaakt. Het eerste exemplaar werd in filmtheater Kriterion te Amsterdam aangeboden aan VVD-prominent Hans Wiegel, die te zien is in onder meer De heer met de pet.

### Publicaties
- Theo Uittenbogaard, Ibiza: verziekt paradijs. Algemeen Handelsblad (8 januari 1966).
- Theo Uittenbogaard, Iedereen wordt verteerd door doodsangst. De Nieuwe Linie (25 februari 1967).
- Theo Uittenbogaard, Gesprek met Harry Mulisch, De Nieuwe Linie (12 oktober 1968).
- Theo Uittenbogaard (red.) (1972), Het Wietboek, Amsterdam: Van Gennep. Een Nederlandse bewerking van The Cultivator's Handbook of Marijuana.[10][11]
- Interview met de Dalai Lama in De Nieuwe Linie (opinieblad) van 3 oktober 1973.[12]
- Theo Uittenbogaard  (1997). Beknopte cursus politieke verwartaal. Taalalmanak
- Theo Uittenbogaard  (1994). De spraakmakers. Onze Taal  63, een samenvatting van een gesprek met Max Atkinson in het RVU-programma Mooie woorden
- Theo Uittenbogaard, Met vacantie naar Duitschland. Geheugen van Oost (29 oktober 2017).  Reconstructie naar aanleiding van een kasboekje van een fietsvakantie van ene Jan van Vrede (1910-1986).
- Theo Uittenbogaard, Geluidsman Hugo Helmond (64) overleden. www.villamedia.nl (29 april 2019).

## Prijzen en erkenningen
- 1972: Gouden Televisier-Ring voor Een van de acht, een spelprogramma waarvan Uittenbogaard een van de bedenkers was.[13]
- 1989: Zilveren Reissmicrofoon aan de VPRO-radio voor de serie Standplaats,[14] met als een van de episodes Uittenbogaards Standplaats Lima (1988).
- 1995: Eervolle vermelding voor de film Goud: vergeten in Siberië in de categorie documentaires van het FIPA-festival voor audio-visuele producties in Cannes.[15][16]

## Naamsverwarringen
Theo Uittenbogaard dient niet verward te worden met Ronald van den Boogaard, een oud VPRO-collega, en bovenal striptekenaar Theo van den Boogaard. Toch heeft verwarring met laatstgenoemde minstens twee maal plaatsgevonden. De eerste keer gebeurde dat in 1995 toen Uittenbogaard per abuis in het boek De eindeloze jaren zestig als de tekenaar van het Aloha-strip Ans en Hans krijgen de kans gepresenteerd werd.
De meest fameuze verwarring was in 2001, toen Uittenbogaard uitgenodigd was met Frits Müller en Matthijs van Nieuwkerk in de jury van de Dirk Wiarda-prijs voor tekenaars plaats te nemen. Tijdens de eerste zitting van de jury bleek echter de verkeerde Theo uitgenodigd te zijn. Het voorstel van Van den Boogaard om Uittenbogaard, toch een strip- en cartoonliefhebber, dan ook maar op te nemen in de jury werd afgewezen. Naar aanleiding van dit incident plaatste het weekblad HP/De Tijd onder het kopje Theo & Theo een foto van de twee Bogaards.